# Cmentarz żydowski w Opalinie
Cmentarz żydowski w Opalinie – kirkut społeczności żydowskiej zamieszkującej niegdyś Opalin. Nie wiadomo dokładnie kiedy powstał. Znajdował się na północ od centrum miejscowości. Prawdopodobnie został zniszczony podczas II wojny światowej. Obecny stan zachowania jest nieznany.
2 października 1942 roku cmentarz był miejscem kaźni miejscowych Żydów. Policjanci ukraińscy dowodzeni przez Niemców zmusili ofiary do wykopania długiego dołu, nad którym dokonywano potem egzekucji. Zabito 582 Żydów.